# Harichovce
Harichovce este o comună slovacă, aflată în districtul Spišská Nová Ves din regiunea Košice, pe malul râului Levočský potok⁠(d). Localitatea se află la altitudinea de 446 m deasupra n.m., se întinde pe o suprafață de 10,8 km2 și în 2017 număra 1.879 de locuitori.

## Istoric
Localitatea Harichovce este atestată documentar din 1268.

## Demografie
| An:                | 1994 | 2004    | 2014   | 2024   |
| ------------------ | ---- | ------- | ------ | ------ |
| Număr de persoane: | 1540 | 1723    | 1861   | 1891   |
| Diferență:         |      | +11,88% | +8,00% | +1,61% |

| An:                | 2023 | 2024   |
| ------------------ | ---- | ------ |
| Număr de persoane: | 1858 | 1891   |
| Diferență:         |      | +1,77% |